# Nathan Pohio
Nathan Pohio (* 1970 in Christchurch) ist ein Aotearoa/neuseeländischer Konzeptkünstler, Fotograf, Video- und Installationskünstler.

## Leben und Werk
Nathan Pohio wurde als Mitglied der Māori Iwis Waitaha, Kāti Māmoe und Ngāi Tahu geboren. Pohio studierte bis zum Master Film an der School of Fine Arts der University of Canterbury. Als Artist in Residence war er 2004 in Australien, 2008 in Frankreich und 2012 in New Mexico. Er ist als Ausstellungsdesigner und stellvertretender Kurator in der Christchurch Art Gallery  beschäftigt. 2016 wurde Pohio für den Walters Prize nominiert. Er war 2017 Teilnehmer der documenta 14.
Die Fotoinstallation Raise the anchor, unfurl the sails, set course to the centre of an ever setting sun!, war auf der documenta 14 in Athen und Kassel zu sehen. Pohio nahm zwei Fotografien aus dem Jahr 1905 als Ausgangspunkt für sein Werk. Die Fotos thematisieren den Rechtsstreit (um Landbesitz) der Māori mit dem britischen Weltreich.